# Петрушинська волость
Петрушинська волость — історична адміністративно-територіальна одиниця Городнянського повіту Чернігівської губернії з центром у селі Петруші.
Станом на 1885 рік складалася з 26 поселень, 26 сільських громад. Населення — 8994 особи (4418 чоловічої статі та 4576 — жіночої), 1523 дворових господарств.
|                     | Площа, десятин | У тому числі орної, дес. |
| ------------------- | -------------- | ------------------------ |
| Сільських громад    | 13052          | 7682                     |
| Приватної власності | 6479           | 4254                     |
| Іншої власності     | 210            | 48                       |
| Загалом             | 19741          | 11984                    |

Поселення волості:
- Петруші — колишнє державне село при річці Ржавець за 50 верст від повітового міста, 530 осіб, 124 двори, православна церква, 2 постоялих будинки, вітряний млин. За 7 верст — каплиця та винокурний завод.
- Великий Зліїв — колишнє державне та власницьке село, 595 осіб, 109 дворів, православна церква, постоялий будинок.
- Вороб'їв — колишнє державне та власницьке село, 550 осіб, 90 дворів, єврейський молитовний будинок.
- Кислі — колишнє державне та власницьке село, 531 особа, 84 двори.
- Красківське — колишнє державне та власницьке село, 1097 осіб, 213 дворів, православна церква, постоялий будинок,  вітряний млин, 3 крупорушки, цегельний завод.
- Кратинь — колишнє державне та власницьке село, 284 особи, 57 дворів, 2 православні церкви, постоялий будинок, вітряний млин, 2 крупорушки.
- Малий Листвен — колишнє державне та власницьке село при річці Білоус, 438 осіб, 47 дворів, православна церква.
- Пушкарі — колишнє державне та власницьке село при річці Ховхла, 392 особи, 71 двір, православна церква.
- Убіжичі — колишнє державне та власницьке село, 620 осіб, 107 дворів.

1899 року у волості налічувалось 64 сільських громади, населення зросло до 14025 осіб (7121 чоловічої статі та 6904 — жіночої).